# 가시연
가시연(학명: Euryale ferox)은 수생 식물인 수련과에 속하는 속의 한 갈래이다. 대한민국 멸종위기 야생생물 Ⅱ급에 속해있다.

## 특징
1년생 수생 식물로 전세계적으로 1속1관에 속한다. 줄기와 잎, 꽃 등 식물체 전체에 가시가 돋아나 있어 '가시연'이라고 명명되었다. 가시연은 7~8월에 가시가 돋은 긴 꽃대가 자라서 그 끝에 지름 4cm의 밝은 자주 꽃이 피어 낮에는 벌어졌다가 밤에는 닫힌다. 개폐 운동을 약 3일간 하다가 물속으로 들어가 종자를 형성하는 폐쇄화(閉鎖花)이다. 성숙한 과실은 터져서 가종피(假種皮)를 갖는 종자가 물에 뜬다. 일정 기간 떠다니다가 종피(種皮)가 썩거나 터져 물이 들어가면, 종자는 물밑으로 가라앉았다가 다음해 4~7월에 발아한다. 식물 전체에 가시가 나 있으며, 연잎의 지름은 약 100cm 정도 되는 것도 있고 광택이 있다. 수심이 깊지도 않고 얕지도 않은 곳에서 자라며, 일본, 만주, 중국, 인도 등지에 분포하며 우리 나라에는 남한과 북한에 각각 극소수가 남아 있는 것으로 밝혀졌다.

## 분포 지역
가시연꽃은 대한민국 전주, 광주, 대구, 창녕, 담양, 강릉 근처 연못과 경기도의 서해안 일부 지역에서도 자란다. 특히 강릉시의 경포 가시연꽃습지에서 가장 많이 자생한다. 과거 강릉의 풍호에서는 많은 가시연꽃 종자가 채취되었으며, 강릉 향교 때는 대제례에 사용되기도 했을 정도로 풍부했지만 현재는 해일과 수질 오염 때문에 개체수가 많이 줄어든 실정이며, 강릉시에서는 가시연꽃의 서식 환경을 보호키 위해 천이 억제 작업을 실시했다.

## 쓰임새

### 약용법
가시연꽃은 감실, 감인, 감자, 안실이라고도 부르며 늦가을에 열매를 거둔 뒤 씨를 꺼내어 한약재로 쓴다. 함유 성분은 밝혀진 바 없으나, 약효는 자양강장, 진통, 지사 등의 효능이 있다고 한다. 콩팥을 튼튼히 하며 신체허약, 유정, 임질, 허리, 무릎통증, 만성설사, 임질, 대하증, 요실금, 신경쇠약과 같은 질환에 효능이 있다. 말린 약제를 200cc 물에 3~8g씩 섞어 달여 복용하거나 가루를 복용한다.

### 식용법
씨를 절구로 찧어서 가루로 빻아 떡을 만들어 먹거나 어린 잎줄기와 뿌리줄기로 나물로 먹는다. 잎줄기에 가시가 있기 때문에 껍질을 벗겨야 하며 토란과 같은 맛이다.

## 관리 및 번식법
관리법 : 큰 연못에 심는다. 오래된 연못일수록 좋고 깊어도 관계없으나 물이 너무 많이 차면 꽃이 잘 피지 않는다. 또한 주변에 마름(마름과의 한해살이풀)이 너무 많이 있어도 생육에 지장을 받아 자라지 못한다.
번식법 : 11월에 받은 종자를 이듬해 봄까지 물속에 두어야 한다. 발아가 되지 않을 경우에는 몇 년을 그대로 두어도 된다. 현재까지 보고된 바에 의하면 약 500년 전의 종자도 발아가 된다고 할 정도로 저장성이 좋기 때문이다.

## 사진

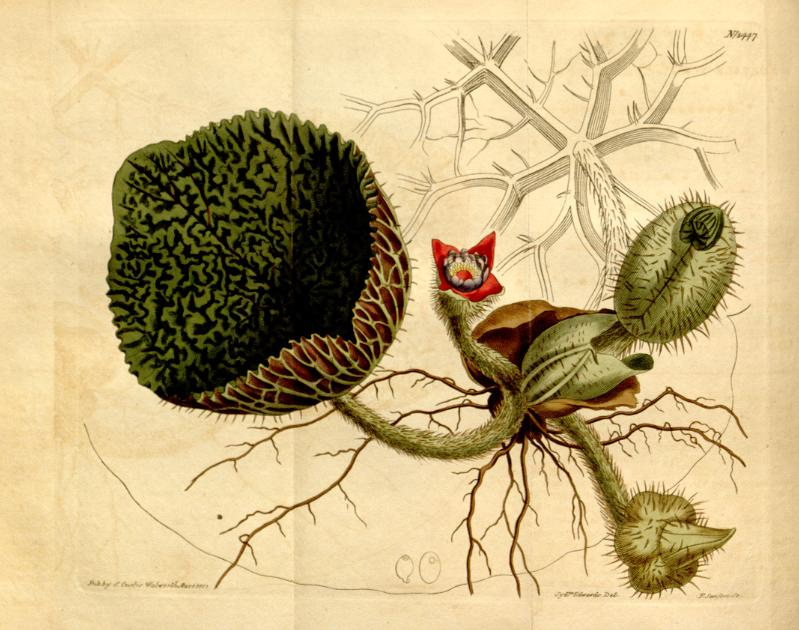
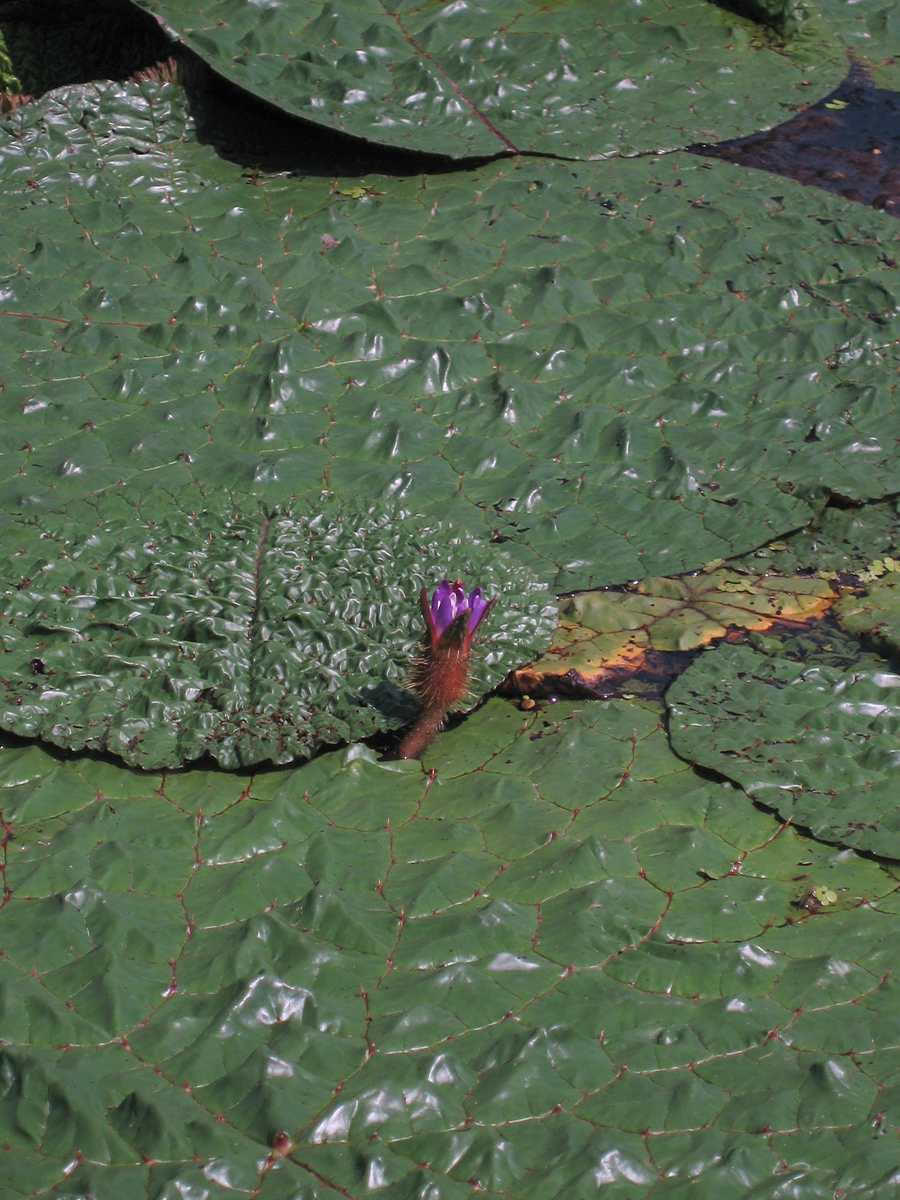
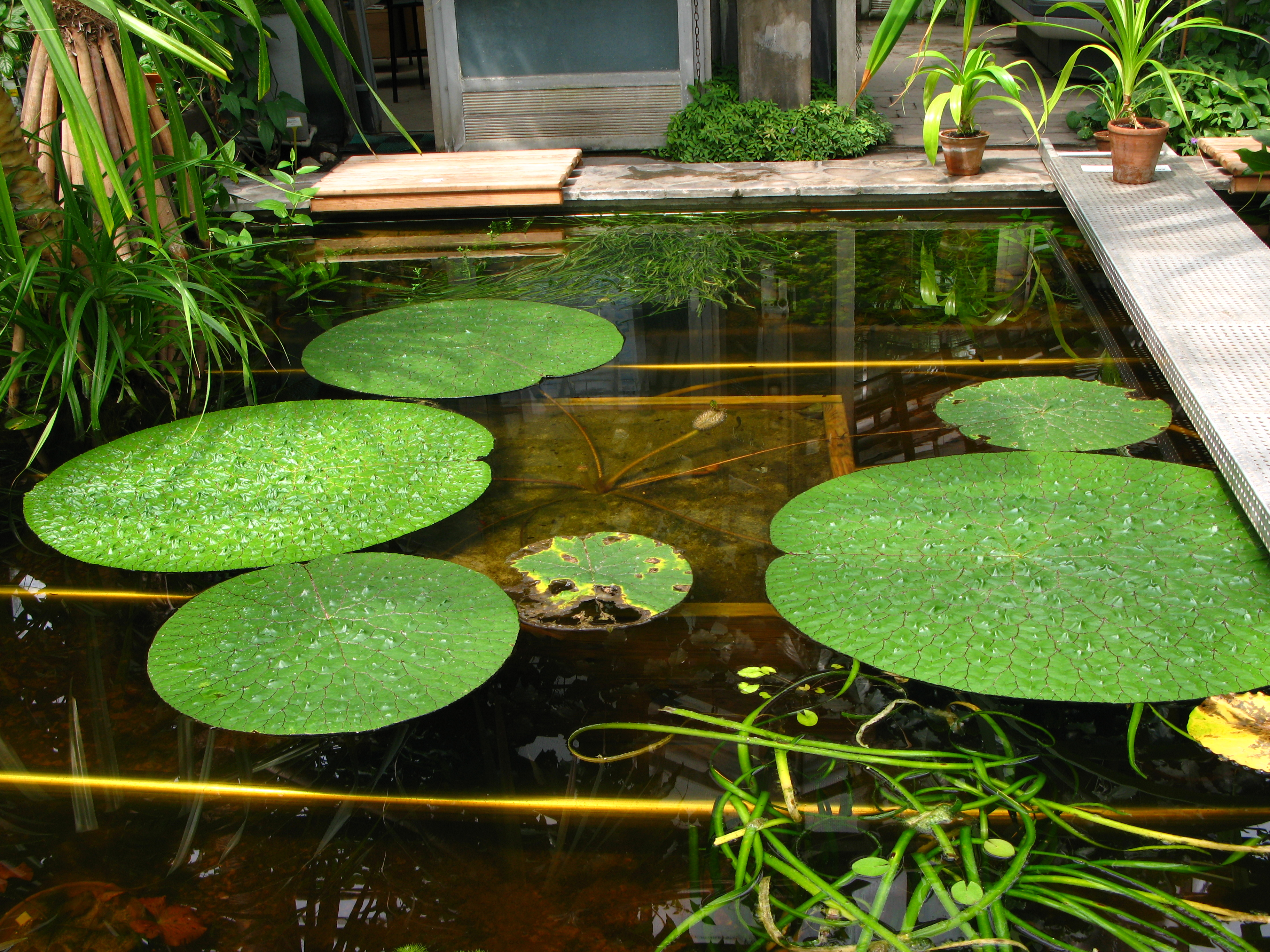